# Enders (Familienname)
Enders ist ein deutscher Familienname.

## Namensträger
- Adalbert Enders (1856–1925), deutscher Politiker (FVp, FVP, DDP)
- Albin Enders (1869–1946), deutscher Maler und Zeichner
- Anna Enders-Dix (1874–1947), deutsche Schriftstellerin
- Axel Enders (* 1969), deutscher Physiker und Hochschullehrer
- Bernd Enders (* 1947), deutscher Musikwissenschaftler
- Carl Friedrich Enders (1877–1963), deutscher Germanist
- Caspar Enders (1797–1875), Wirt und Ökonom, Mitglied der kurhessischen Ständeversammlung
- Christian Enders (1899–1984), Abgeordneter des Hessischen Landtags
- Christoph Enders (* 1957), deutscher Jurist und Hochschullehrer
- Dieter Enders (1946–2019), deutscher Chemiker und Hochschullehrer
- Ernst Ludwig Enders (1833–1906), deutscher evangelischer Theologe, siehe  Ludwig Enders (Theologe)
- Eva Maria Enders (* 1963), deutsche Malerin
- Fabian Enders (* 1986), deutscher Dirigent
- Frank Enders (1860–1921), US-amerikanischer Maler und Radierer
- Franz-Karl Enders (1928–2003), deutscher Wirtschaftswissenschaftler
- Friedrich Enders (Heimatforscher) (* 1920), deutscher Heimatforscher
- Friedrich Enders (Schriftsteller), deutscher Schriftsteller
- Friedrich A. Enders (1896–??), deutscher Maler und Kunsterzieher
- Fritz Enders (1934–2018), deutscher Beamter
- Gerd Enders (1924–2016), deutscher Handballtrainer
- Gerdum Enders (* 1961), deutscher Designer
- Gerhart Enders (1924–1972), deutscher Historiker, Archivar und stellvertretender Direktor des Deutschen Zentralarchivs
- Gisela Enders, Fachärztin für Mikrobiologie, Virologie und Infektionsepidemiologie, Trägerin der Loeffler-Frosch-Medaille
- Giulia Enders (* 1990), deutsche Science-Slammerin, Autorin und Medizinerin
- Hermann Enders (Architekt, I), deutscher Architekt
- Hermann Enders (Architekt, 1933) (* 1933), deutscher Architekt
- Hermann Enders (Stadtplaner) (1939–2018), deutscher Stadtplaner
- Isang David Enders (* 1988), deutscher Violoncellist
- Johannes Enders (* 1967), deutscher Jazzmusiker
- John Franklin Enders (1897–1985), US-amerikanischer Bakteriologe, Virologe, Immunologe und Nobelpreisträger
- Judith Enders (* 1976), deutsche Politikwissenschaftlerin
- Karl Enders (1892–1938), deutscher Widerstandskämpfer
- Kathrin-Marén Enders (* 1975), deutsche Schauspielerin
- Klaus Enders (1937–2019), deutscher Motorradrennfahrer
- Lieselott Enders (geb. Olivier; 1927–2009), deutsche Archivarin und Historikerin
- Louis Enders (1855–1942), deutsch-schwedischer Architekt
- Ludwig Enders (Theologe) (1833–1906), deutscher evangelischer Pfarrer und Theologe
- Ludwig Enders (Grafiker) (1889–1956), deutscher Gebrauchsgraphiker und Illustrator
- Markus Enders (* 1963), deutscher katholischer Theologe und Hochschullehrer
- Paul Enders (* 1992), US-amerikanischer Eishockeyspieler
- Peter Enders (Politiker, 1942) (* 1942), deutscher Politiker (SPD), MdB
- Peter Enders (Fußballspieler) (* 1948), deutscher Fußballspieler
- Peter Enders (Politiker, 1959) (* 1959), deutscher Politiker (CDU), MdL Rheinland-Pfalz
- Peter Enders (Schachspieler) (1963–2025), deutscher Schachspieler
- Petra Enders (* 1965), deutsche Politikerin und Mitglied des thüringischen Landtages
- Philipp Enders (1808–1878), deutscher Arzt, Mitglied der Frankfurter Nationalversammlung und Landtagsabgeordneter
- Philipp Enders (Regisseur) (* 1980), deutscher Regisseur und Drehbuchautor
- Philipp Jacob Enders (1806–1878), deutscher Handelsmann und Landtagsabgeordneter
- René Enders (* 1987), deutscher Bahnradsportler
- Robert Enders (Zoologe) (1899–1988), amerikanischer Zoologe
- Robert Enders (Regisseur) (1919–2007), amerikanischer Filmproduzent, Drehbuchautor und Regisseur
- Robert Enders (Künstler) (1928–2003), deutscher Künstler und Kunsterzieher
- Rolf Enders (1924–2010), deutscher Diplomat
- Rudolf Enders (1929–2012), deutscher Volkswirt
- Susann Enders (* 1967), deutsche Politikerin, Abgeordnete des Bayerischen Landtags
- Sylke Enders (* 1965), deutsche Filmregisseurin
- Thomas Enders (* 1958), deutscher Manager
- Thomas O. Enders (1932–1996), US-amerikanischer Diplomat
- Torsten Enders (* 1954), deutscher Hörspielautor und -regisseur
- Ulrike Enders (* 1944), deutsche Bildhauerin
- Ursula Enders (* 1953), deutsche Diplompädagogin
- Walter Enders (* 1948), US-amerikanischer Wirtschaftswissenschaftler und Hochschullehrer
- Wendelin Enders (1922–2019), deutscher Pädagoge und Politiker (SPD), MdB
- Werner Enders (1924–2005), deutscher Tenor
- Willy Enders (1886–1938), deutscher Sozialdemokrat und Widerstandskämpfer gegen den Nationalsozialismus
- Wolfgang Enders (1951–2017), deutscher Politiker (CDU), Landtagsabgeordneter in Sachsen